# Chunk! No, Captain Chunk!
Chunk! No, Captain Chunk! est un groupe de hardcore mélodique français, originaire de Paris, en Île-de-France. Leur style musical est un mélange de pop punk et de hardcore (parfois appelée easycore ou friendshipcore), tout comme A Day to Remember ou Four Year Strong. En 2011, ils signent sur le label américain Fearless Records. La même année, ils participent à l'album Punk Goes Pop 4, où ils reprennent We R Who We R de Ke$ha. En 2014, ils apparaissent sur la compilation Punk Goes 90s Vol. 2 avec une reprise de la chanson All Star de Smash Mouth. Ils participent à deux reprises au Vans Warped Tour. Le groupe a déjà tourné avec des formations telles We Came As Romans, A Day to Remember ou encore Bury Tomorrow.

## Biographie

### Formation et débuts (2007–2010)
Le groupe se forme en 2007, lorsque Paul Wilson et Zephyr Centeno rêvent de mélanger des éléments de pop punk avec du punk hardcore et du heavy metal, et invitent leurs amis Bertrand Poncet, Jonathan Donnaes et deux autres musiciens à le joindre. Peu après leur formation, les deux autres membres quittent le groupe, et ce dernier demande au frère de Bertrand, Eric Poncet, ainsi que Mathias Rigal, malgré son inexpérience, de les rejoindre à la guitare basse. Cependant, Zephyr, après avoir écrit deux chansons pour la bande (We Fell Fast et Born For Adversity, avec laquelle ont été inclus dans le premier album studio), a quitté le groupe en raison de bouger, de se déplacer de Paris à Lille. Le nom du groupe s'inspire du film d'aventure Les Goonies ,, dans lequel Chunk et Sloth viennent pour aider leurs amis. Poncet décrit ce choix comme « une belle référence de l'enfance ». Le groupe ne parvient pas à se populariser en France, un pays qui, selon Poncet, ne « possède absolument aucune scène rock. » Ils parviennent à se populariser en Asie, et spécifiquement en Amérique du Nord.
Le 2 septembre 2008, le groupe fait paraître son premier single officiel In Friends We Trust, et son vidéoclip respectif. Le 1er novembre 2009, le groupe fait paraître son premier album, Something for Nothing.

### Pardon My French(2011–2013)
Après avoir signé à Fearless Records en 2011, ils rééditent leur album Something For Nothing pour une parution le 19 juillet 2011,. Le groupe se sent confiant lors de leur signature chez Fearless du fait qu'ils le considèrent comme l'« un des meilleurs labels spécialisé dans ce genre de musique. » Cet album réédité inclut une nouvelle couverture, et une différente liste de pistes, qui remplace MILF et Alex Kidd in a Miracle World avec la chanson Make Them Believe, qui est initialement une chanson incluse dans la version japonaise de l'album en guise de bonus. En parallèle à cette parution, un vidéoclip de Captain Blood est mis en ligne,.
En octobre 2011, Captain Chunk! se joint à la tournée européenne The Artery Foundation de Miss May I. Il s'agit de la première tournée de Captain Chunk! joue au Royaume-Uni. La tournée est bien accueillie par Captain Chunk! qui explique s'être impliqué dans une « line-up éclectique et bizarre. » En décembre, le groupe revient aux États-Unis pour le Fearless Friends Tour, une tournée présentant tous les groupes de Fearless Records dont Blessthefall, The Word Alive, Motionless in White, et Tonight Alive. En novembre 2011, le groupe contribue à une reprise musicale du single We R Who We R de Kesha sur la compilation Punk Goes Pop 4, qui est commercialisé à l'international le 21 novembre 2011.
En 2012, la programmation musicale de Captain Chunk! s'étend rapidement aux États-Unis, notamment aux côtés du groupe Attack Attack! fin janvier et début février, durant leur tournée promotionne de l'album Target. En mars et avril, le groupe joue aux côtés du groupe de deathcore Chelsea Grin pendant leur première tournée, The Sick Tour. Captain Chunk! est également annoncé pour le Vans Warped Tour de 2012, et joue au Ernie Ball Stage. Avec sa performance au Warped Tour, le groupe enregistre le single In Friends We Trust pour l'album Warped Tour 2012 Tour Compilation. À leur performance au Warped Tour, le groupe joue de nouvelles chansons. Le groupe est également le principal groupe à jouer aux côtés de Woe, Is Me pour leur tournée Talk Your [S]#?! Tour entre novembre et décembre 2012. Bien que fiers de leur popularité grandissante en Amérique, les membres se sentent handicapés à cause de la barrière de la langue et du fait d'être un nouveau groupe. Poncet explique que, malgré les cours d'anglais à l'école, les membres parviennent à en apprendre plus pendant leurs tournées en Amérique.
En janvier 2013, le groupe commence l'enregistrement de son deuxième album aux côtés du producteur Joey Sturgis dans le Michigan, aux États-Unis,. Chunk! No, Captain Chunk! joue à 5 reprises au festival australien Soundwave à Brisbane, Sydney, Melbourne, Adélaïde et Perth entre le 23 février et le 4 mars. Pendant leur tournée en Australie, ils jouent aux clubs All Time Low et Polar Bear Club. Entre mars et avril, le groupe revient aux États-Unis afin d'organiser une tournée pour leurs second album studio. En parallèle à leur apparition au festival South by So What?!, localisé au Texas, ils jouent brièvement aux côtés des groupes Handguns, State Champs et City Lights,. Le groupe joue également aux côtés du groupe A Day to Remember pendant la première moitié de leur tournée Right Back At It Again, qui présente également Of Mice and Men. Le groupe voit en cette tournée l'opportunité de jouer avec leurs idoles,. Cela mène le groupe à reprogrammer sa tournée Pardon My French Tour aux côtés des groupes For All Those Sleeping, Upon This Dawning, et City Lights,. Le groupe pense avoir été bien accueilli par la foule lors du Right Back At It Again.
Le 30 avril 2013, le deuxième studio album du groupe, Pardon My French, est publié. Le premier single de l'album est intitulé Restart,. Ils jouent au Slam Dunk Festival 2013 au Royaume-Uni en mai, et joue sa première tournée au pays en septembre avec Climates et Light You Up. Le groupe retourne ensuite aux États-Unis pour jouer aux côtés de We Came As Romans et Silverstein en octobre, puis à leur seconde tournée en jouant avec Counterparts, State Champs et Living With Lions,. Avant fin 2013, le groupe prévoit une tournée au Japon.

### Get Lost, Find Yourself(2014 - 2020)
Le groupe annonce plusieurs tournées européennes en 2014. Ils annoncent leur présence aux côtés We Came As Romans, The Color Morale, et Palm Reader au Royaume-Uni. Le groupe est programmé pour le Warped Tour 2014 aux États-Unis. Début février, le groupe est annoncé pour une seconde parution sur une compilation Punk Goes... avec une reprise du titre All Star de Smash Mouth.
Le 13 mai 2014, le groupe annonce la parution d'une version deluxe de leur second album Pardon My French, qui inclura 3 nouveaux titres, et une version acoustique de Taking Chances, et une parution le 13 août. Au Vans Warped Tour 2014, l'ancien guitariste et chanteur de City Lights, Jeremy Smith, endosse le rôle de bassiste du groupe. Avant leur parution cependant, le batteur Jonathan Donnaes quitte le groupe le 4 août 2014, pour sa nouvelle fiancée et un nouveau travail.
Le 12 août 2016, Fearless Records publie un clip de leur morceau Blame It on this Song sur YouTube. Après leur passage au Vans Warped Tour 2016, ils annoncent mettre le groupe en hiatus jusqu'en 2019.

### Gone Are The Good Days(depuis 2021)
En 2021, ils annoncent travailler sur un nouvel album. Le 14 mai 2021, le groupe sort enfin un nouveau titre, intitulé Bitter. Ils annoncent également un album, Gone Are The Good Days, pour le 30 juillet 2021. La chanson Blame It on this Song, parue en 2016 avant leur hiatus, fera également partie de l'album. Avant la sortie de ce dernier, le titre éponyme Gone Are The Good Days et Complete You en featuring avec AJ Perdomo du groupe The Dangerous Summer sortiront comme single,.

## Influences et style musical
Ils sont influencés par des groupes de pop punk comme Blink-182, Millencolin, Sum 41 et par le punk hardcore. Ils ont alors décidé de mixer les deux genres. Leur style est appelé easycore (ou happy-hardcore), résultant de la combinaison entre du pop punk et du hardcore. Ils se définissent comme mêlant le pop punk et punk hardcore.

## Membres

### Membres actuels
- Bertrand Poncet – chant (depuis 2007)
- Éric Poncet – guitare solo (depuis 2007)
- Paul Cordebard – guitare rythmique, chœurs (depuis 2007)
- Mathias Rigal – basse (depuis 2007)
- Bastien Lafaye – batterie (depuis 2015)

### Anciens membres
- Takami Nakamoto - guitare (2007)
- Vincent Dahmer - basse (2007)
- Jonathan Donnaes – batterie (2007–2014)[45]
- Zephyr Centeno -  chœurs

### Membre de tournée
- Jeremy Smith – basse (2014, ancien guitariste/chanteur du groupe City Lights)

## Participations
- Punk Goes Pop 4 (reprise de We R Who We R de Kesha)
- Punk Goes 90s Vol.2 (reprise de All Star de Smash Mouth)
- Rock Sound Presents: The Black Parade (reprise de Disenchanted de My Chemical Romance)

## Clips
- In Friends We Trust
- Captain Blood
- Restart
- Taking Chances
- Haters Gonna Hate
- All Star
- The Other Line
- Bitter
- Gone Are The Good Days
- Complete You